# Diastylis koreana
Diastylis koreana is een zeekommasoort uit de familie van de Diastylidae. De wetenschappelijke naam van de soort is voor het eerst geldig gepubliceerd in 1911 door Calman.